# امان‌الله بهاءالسلطنه لاهیجی
امان‌الله خان بهاءالسلطنه لاهیجی از دیوان سالاران ایران در دوره مشروطیت و از چهره‌های برجستهٔ انقلاب مشروطیت گیلان بود. او در آغاز پیشکار محمدولی خان تنکابنی سپهدار اعظم بود و پس از انقلاب محرم ۱۳۲۷ ه. ق رشت و قتل سردار افخم با او به این شهر آمد و از سوی او به حکومت انزلی منصوب شد و سپس در دورهٔ حکومت سردار معتمد به فرمانداری رشت رسید. نامبرده پس از اعاده مشروطیت به خدمات دولتی مشغول شد و مدتی هم در زمان حکمرانی معیرالممالک در گیلان، معاونت او را بر عهده داشت و پس از عزیمت وی به تهران، چندی کفیل حکومت گیلان شد؛ ولی پس از آن به تهران عزیمت کرد.